# Barra de Valizas
Barra de Valizas, auch Fondo de Valizas, ist eine Ortschaft im Südosten Uruguays.

## Geographie
Sie befindet sich auf dem Gebiet des Departamento Rocha in dessen Sektor 4 an der Atlantikküste. Am Südrand des Ortes mündet der Arroyo Valizas. Nordnordwestlich liegen im Landesinneren in einigen Kilometern Entfernung Castillos und Barrio Torres. Küstenaufwärts in nordöstlicher Richtung ist der Küstenort Aguas Dulces gelegen, während im Süden Cabo Polonio der nächstgelegene Küstenort ist.

## Infrastruktur
Im Hinterland von Barra de Valizas führt in geringer Entfernung die Ruta 10 vorbei.

## Einwohner
Barra de Valizas hatte bei der Volkszählung im Jahr 2011 330 Einwohner, davon 176 männliche und 154 weibliche.
| Jahr | Einwohner |
| ---- | --------- |
| 1963 | 22        |
| 1975 | 53        |
| 1985 | 113       |
| 1996 | 254       |
| 2004 | 356       |
| 2011 | 330       |

Quelle: Instituto Nacional de Estadística de Uruguay